# رافليسيا خلابة
الرافليسيا الخلابة (باللاتينية: Rafflesia speciosa) نوع نباتي يتبع جنس الرافليسيا من الفصيلة الرافليسية.
الموطن الأصلي لهذا النوع جزيرة باناي (باللاتينية: Panay) في الفلبين.

## الوصف النباتي
نباتات هذا الجنس ليس لها سوق أو أوراق أو جذور، بل النبات عبارة عن زهرة فقط لها خمس بتلات.